# Impatiens citrina
Impatiens citrina är en balsaminväxtart som beskrevs av Joseph Dalton Hooker. Impatiens citrina ingår i släktet balsaminer, och familjen balsaminväxter. Inga underarter finns listade i Catalogue of Life.